# 바리도

풀리아주와 바리도의 위치

바리도(이탈리아어: Provincia di Bari)는 이탈리아 남부 풀리아주에 있던 도다. 면적 5,138km2, 인구 1,594,109(2005). 도청은 바리. 41개의 자치단체(이탈리아어: comune)가 있다. 2009년까지 48개의 자치단체가 있었으나, 안드리아·바를레타를 포함한 7개의 자치단체는 신설된 바를레타안드리아트라니도로 이관되었다. 2015년 1월 1일을 기해 바리 광역시로 개편되었다.

## 같이 보기
- 바리 광역시